# Carmen de Icaza
María Carmen de Icaza y de León (17 de maig de 1899, Madrid – 16 de març de 1979) fou una novel·lista espanyola del 1935 al 1960. De Icaza va començar a escriure novel·les el 1935 com a Valeria de León. Tingué una carrera exitosa després de la seva novel·la de 1936, Cristina Guzmán, que posteriorment s'adaptà per al teatre, la televisió i el cinema. El 1945 va ser l'escriptora més venuda a Espanya. Ella és l'àvia d'Iñigo Méndez de Vigo Montojo.

### Com a Valeria de León
- La boda del Duque Kurt (1935) (Talía)

### Com a Carmen de Icaza
- Cristina Guzmán, profesora de idiomas (1936)
- ¡Quién sabe...! (1939)
- Soñar la vida (1941)
- Vestida de tul (1942)
- El tiempo vuelve (1945)
- La fuente enterrada (1947)
- Yo, la Reina (1950)
- Las horas contadas (1953)
- La casa de enfrente (1960)